# Военноморски сили на Гърция
Военноморските сили на Гърция (на гръцки: Ελληνικό Πολεμικό Ναυτικό, Elliniko Polemico Naftiko) е вторият най-стар клон на гръцките въоръжени сили, предназначен да извършва морски операции. Военноморският флот включва фрегати, ракетни и торпедни катери, подводници, канонерки, патрулни лодки, миночистачи, десантни и поддържащи кораби, както и военноморски самолети и хеликоптери. Управлението на флота се извършва от Главния щаб на флота.

## История
Началото на гръцкия флот се губи дълбоко в историята. Още от праисторически времена по земите, най-вече в крайбрежните области на днешна Гърция, са се заселили хора. Постепенно те се научават да използват морските ресурси и едновременно с това се появила нужда от защита и разрастване на завладените територии. Това води и до образуването на първите бойни единици.
През Архейския период гръцкият флот провежда първата си морска експедиция – походът срещу Троя, описан от Омир в „Илиада“ и „Одисея“. И в двете поеми има много примери за техническите и навигационните умения на древните гърци. Тези им умения спомагат за изследването на Средиземно и Черно море и основаването на множество заселнически колонии от днешен Гибралтар до Кримския полуостров.
През Класическия период гърците вече се чувстват господари на почти цялото Средиземноморие. Думите на Перикъл „Велика морска държава“ (на гръцки: Μέγα το της Θαλάσσης Κράτος) са изписани на гърба на съвременните гръцки ВМС. Флотът на Атина, след победата си на персите при Саламина, се превръща в едноличен господар в Източното Средиземноморие. Основно оръжие в него е триерата, кораб с три реда гребла и таран на носа.
През Елинистичния период се прочува адмиралът на Александър Велики – Неарх, извършил плаване по долното течение на река Инд до Персийския залив.
Римляните, след като завладяват земите на Древна Гърция, наследяват и гръцкия опит в мореплаването. С разделянето на Римската империя този опит преминава в ръцете на византийския флот.
След Революцията от 1821 г. и възстановяването на новата гръцка държава се възражда и гръцкият флот. След няколкото победи на въстаниците по суша идва и победата над турския флот при Наварин.
След Освобождението, Гърция организира модерен за времето си флот. Той взема участие във всички войни, водени от страната след това. В хода на Балканската и Междусъюзническата и Първата световна война гръцкият флот осигурява господство в Егейско море и освобождава островите в източната му част. Флотът взема дейно участие и във Втората световна война, като премества базата си от окупирана Гърция в Александрия, Египет. Взема участие и в съюзническия десант в Нормандия.

## Организация
Организационно Военноморските сили на страната са сведени в:
- Главен щаб на Военноморските сили
  - Военно Командване „Източно Средиземноморие“
  - Командване на флота
  - Учебно командване
  - Командване на тила
  - Самостоятелни звена